# Roland Garros 1983
De 82e editie van het Franse grandslamtoernooi, Roland Garros 1983, werd gehouden van maandag 23 mei tot en met zondag 5 juni 1983. Voor de vrouwen was het de 76e editie. Het toernooi werd gespeeld in het Roland-Garrosstadion in het 16e arrondissement van Parijs.

## Belangrijkste uitslagen
Mannenenkelspel

Finale: Yannick Noah (Frankrijk) won van Mats Wilander (Zweden) met 6–2, 7–5, 7–6
Vrouwenenkelspel

Finale: Chris Evert-Lloyd (VS) won van Mima Jaušovec (Joegoslavië) met 6–1, 6–2
Mannendubbelspel

Finale: Anders Järryd (Zweden) en Hans Simonsson (Zweden) wonnen van Mark Edmondson (Australië) en Sherwood Stewart (VS) met 7–6, 6–4, 6–2
Vrouwendubbelspel

Finale: Rosalyn Fairbank (Zuid-Afrika) en Candy Reynolds (VS) wonnen van Kathy Jordan (VS) en Anne Smith (VS) met 5–7, 7–5, 6–2
Gemengd dubbelspel

Finale: Barbara Jordan (VS) en Eliot Teltscher (VS) wonnen van Leslie Allen (VS) en Charles Strode (VS) met 6–2, 6–3
Meisjesenkelspel

Finale: Pascale Paradis (Frankrijk) won van Debbie Spence (VS) met 7-6, 6-3
Meisjesdubbelspel

Winnaressen: Carin Anderholm (Zweden) en Helena Olsson (Zweden)
Jongensenkelspel

Finale: Stefan Edberg (Zweden) won van Franck Février (Frankrijk) met 2-6, 6-2, 6-1
Jongensdubbelspel

Winnaars: Mark Kratzmann (Australië) en Simon Youl (Australië)
1891 · 1892 · 1893 · 1894 · 1895 · 1896 · 1897 · 1898 · 1899 · 1900 · 1901 · 1902 · 1903 · 1904 · 1905 · 1906 · 1907 · 1908 · 1909 · 1910 · 1911 · 1912 · 1913 · 1914 · 1915–1919 · 1920 · 1921 · 1922 · 1923 · 1924 · 1925 · 1926 · 1927 · 1928 · 1929 · 1930 · 1931 · 1932 · 1933 · 1934 · 1935 · 1936 · 1937 · 1938 · 1939 · 1940–1945 · 1946 · 1947 · 1948 · 1949 · 1950 · 1951 · 1952 · 1953 · 1954 · 1955 · 1956 · 1957 · 1958 · 1959 · 1960 · 1961 · 1962 · 1963 · 1964 · 1965 · 1966 · 1967
↓ open tijdperk ↓
1968 (m-v-md-vd-gd) · 1969 (m-v-md-vd-gd) · 1970 (m-v-md-vd-gd) · 1971 (m-v-md-vd-gd) · 1972 (m-v-md-vd-gd) · 1973 (m-v-md-vd-gd) · 1974 (m-v-md-vd-gd) · 1975 (m-v-md-vd-gd) · 1976 (m-v-md-vd-gd) · 1977 (m-v-md-vd-gd) · 1978 (m-v-md-vd-gd) · 1979 (m-v-md-vd-gd) · 1980 (m-v-md-vd-gd) · 1981 (m-v-md-vd-gd) · 1982 (m-v-md-vd-gd) · 1983 (m-v-md-vd-gd) · 1984 (m-v-md-vd-gd) · 1985 (m-v-md-vd-gd) · 1986 (m-v-md-vd-gd) · 1987 (m-v-md-vd-gd) · 1988 (m-v-md-vd-gd) · 1989 (m-v-md-vd-gd) · 1990 (m-v-md-vd-gd) · 1991 (m-v-md-vd-gd) · 1992 (m-v-md-vd-gd) · 1993 (m-v-md-vd-gd) · 1994 (m-v-md-vd-gd) · 1995 (m-v-md-vd-gd) · 1996 (m-v-md-vd-gd) · 1997 (m-v-md-vd-gd) · 1998 (m-v-md-vd-gd) · 1999 (m-v-md-vd-gd) · 2000 (m-v-md-vd-gd) · 2001 (m-v-md-vd-gd) · 2002 (m-v-md-vd-gd) · 2003 (m-v-md-vd-gd) · 2004 (m-v-md-vd-gd) · 2005 (m-v-md-vd-gd) · 2006 (m-v-md-vd-gd) · 2007 (m-v-md-vd-gd) · 2008 (m-v-md-vd-gd) · 2009 (m-v-md-vd-gd) · 2010 (m-v-md-vd-gd) · 2011 (m-v-md-vd-gd) · 2012 (m-v-md-vd-gd) · 2013 (m-v-md-vd-gd) · 2014 (m-v-md-vd-gd) · 2015 (m-v-md-vd-gd) · 2016 (m-v-md-vd-gd) · 2017 (m-v-md-vd-gd) · 2018 (m-v-md-vd-gd) · 2019 (m-v-md-vd-gd) · 2020 (m-v-md-vd) · 2021 (m-v-md-vd-gd) · 2022 (m-v-md-vd-gd) · 2023 (m-v-md-vd-gd) · 2024 (m-v-md-vd-gd)
Lijst van Roland Garroswinnaars